# 編集委員
編集委員（へんしゅういいん、英称：senior staff writer）とは新聞社、通信社における専門記者の役職。部長や局長などの管理職になれなくても、ライター技能で同等の処遇を受けられるように設けられた役職。
論説委員とは異なり、個人の責任で原稿を書けることで記事への署名することが許されている。
編集局に属し、一応トップは編集局長である。ただし、編集主幹（executive editor）という地位がある上に場合は、編集局長はその下のナンバー2の地位である。

## 概要
メディア、とりわけ新聞社、通信社において一定のキャリアを積んだ者の中から、専門分野記事を執筆出来る見込みのある記者から任命される。新聞記者は入社後に、一定の期間が過ぎると管理職コースか、ライターコースを歩むの分岐点を迎えるが、編集委員はライターコースである。1976年12月6日に社会部から編集委員へと任命された元朝日新聞の岩垂弘によると、身分的に編集局長直属となったが、日常業務では任命以前に所属していた部の部長の区処を受けるとされていた。そのため、編集委員となった後は経費請求は編集局長へ、原稿は社会部へ提出していた。
日本においては、朝日新聞社が最初に「編集委員」というポストを創設した。発端は1959年3月に朝日新聞社が整理部の機構改革のために誕生させたポストである。特に整理部の編集デスクに対して使用していたが、1966年11月1日付に機構改革を行い、4本社に肩書を『編集委員』とする専門記者制度を発足させた。
編集委員は分野に特化した優れた専門のライターを育成し、部長や局長等の管理職にならなくてもライターコースの者が記事の執筆能力で管理職と同等の待遇を受ける事が出来るようにするためのポストである。記事についても通常の報道ではなく、コラムなど分析を含んだものを書くことが多い。特定部署とは別に「編集委員室」と言う部署が存在している新聞社もある。
毎日新聞社は、2004年4月付の人事にて特別編集委員制度を新設し「特別編集委員」と言う新しい肩書が誕生した。後追いで、共同通信社は2004年9月1日付で、読売新聞社は2006年12月に、朝日新聞社は2013年4月から同制度を開始させてた。
また、産経新聞社の場合、1994年に駐在記者に限り同制度を導入している。また、似た肩書で「特別記者」が2005年から存在している。
なお、キャリアとしては編集委員を務めた後、編集部門や経営などの重職を務めることもあるが、重職を務めた後に就任することもある。また、社説を担当する論説委員とは区別される。
新聞社においての役職のプライオリティとしては、論説委員が格上にカテゴライズされている。また、論説室での論説懇談会にてボツになった内容を、編集委員が後追いで取材するケースも存在する。
上記の論説委員も同様であるが、組織階層と委員は別である社がほとんどであり、組織階層において下位である編集委員もいれば、会社の役員である編集委員もいる。
新聞社及び通信社の文化事業で教育部門が講演会講師派遣サービスを展開しており、編集委員をあっ旋するサービスを実施している。また、読者サービスの一環として会員制の懇話会を設け、友の会や販売店の団体を経由して講演会を実施するパターンがある。
他にも、所属会社以外の講演会仲介業者に登録され、様々な主催団体の講演会に招待され講演する編集委員も存在する。
また、新聞社が出資するメディアグループの放送局の報道番組、ワイドショー・情報番組へコメンテーターとして出演し意見を述べたり、司会として番組を仕切る場合がある。

## 著名な編集委員

### 読売新聞

#### 現職
- 橋本五郎（特別編集委員）
- 布施裕之
- 伊熊幹雄
- 青山彰久
- 渡辺嘉久
- 玉井忠幸（編集局次長兼務）
- 河野博子
- 近藤和行

### 朝日新聞

#### 現職
- 秋山訓子
- 高橋純子
- 三浦俊章
- 曽我豪（東京本社政治部）
- 峯村健司（※外交・アメリカ中国担当）
- 山脇岳志
- 原真人
- 吉岡桂子（アジア総局（バンコク））
- 安井孝之
- 澤路毅彦
- 前田直人
- 小滝ちひろ（大阪本社 古社寺、文化財担当）
- 北野隆一（社会部、元：社会部デスク）
- 山中季広（特別編集委員）
- 冨永格（特別編集委員）

#### 元職
- 石川真澄（元役員待遇、新潟国際情報大学情報文化学部、桜美林大学大学院国際学研究科教授）
- 下村満子（現：財団法人東京顕微鏡院理事長）
- 船橋洋一
- 早野透
- 国正武重
- 薬師寺克行
- 小林一喜
- 江森陽弘
- 百目鬼恭三郎
- 本多勝一（現：週刊金曜日編集委員）
- 吉田慎一（現：テレビ朝日代表取締役社長）
- 加藤千洋
- 山田厚史（現：デモクラTV代表）
- 筑紫哲也（元：ニュースキャスター、週刊金曜日編集委員）
- 稲垣えみ子
- 星浩（元特別編集委員、現：ニュースキャスター）
- 小松錬平
- 川村二郎 (ジャーナリスト)

### 毎日新聞

#### 現職
- 松田喬和（特別顧問）
- 山田孝男（特別編集委員）
- 与良正男（前：論説副委員長）
- 大島秀利（専門編集委員）
- 鈴木琢磨（夕刊編集部）
- 内山勢（編集編成局）
- 潟永秀一郎（毎日新聞出版営業本部長兼雑誌本部長兼務）
- 倉重篤郎（論説担当）
- 堂馬隆之（大阪本社編集局）
- 近藤勝重（客員編集委員）
- 元村有希子 (論説委員兼編集委員)

#### 元職
- 萩尾信也（現：東京本社社会部部長）
- 会川晴之（現：北米総局特派員）
- 平野幸夫（現：大阪本社ほっと兵庫編集長）
- 大治朋子（現：エルサレム支局長）
- 岸井成格（特別編集委員）[17]

### 産経新聞

#### 現職
- 阿比留瑠比（東京本社政治部、論説委員兼務）
- 山本秀也（論説委員、経済本部フジサンケイビジネスアイ編集長兼SankeiBiz編集長兼務）
- 田村秀男（特別記者、論説委員兼務）
- 久保田るり子（元ソウル支局特派員）
- 宮本雅史（元那覇支局長）
- 石元悠生（東京本社社会部、石原慎太郎元東京都知事特別秘書）
- 矢板明夫（外信部）
- 加藤達也（東京本社社会部、前ソウル支局特派員）
- 佐々木正明（東京本社社会部、元リオデジャネイロ、モスクワ支局長）
- 石野伸子（大阪本社）
- 河村直哉（大阪本社文化部）
- 岡部伸

#### 元職
- 久保紘之
- 五嶋清（編集局 編集委員室長）
- 高木桂一（元那覇支局長　現在は日本維新の会政務調査会委員）
- 宮田一雄（論説委員兼務）

### 日本経済新聞

#### 現職
- 関口和一（論説委員兼務）
- 太田泰彦（論説委員兼務）
- 秋田浩之（論説委員兼務）
- 野瀬泰申（特別編集委員）
- 宮田満（日経BP社 特命編集委員）

#### 元職
- 田勢康弘（現：政治ジャーナリスト、客員コラムニスト、元：政治部次長兼務）
- 鈴置高史（現：ジャーナリスト、元ソウル・香港特派員、経済解説部長）
- 足立則夫（現：フリージャーナリスト、川村学園女子大学 非常勤講師）
- 田村秀男（現：産経新聞社 編集委員、論説委員兼務）
- 森一夫（特別編集委員、論説委員兼務）

### 共同通信

#### 現職
- 会田弘継（特別編集委員）
- 磐村和哉※元平壌支局長
- 龍野建一
- 立花珠樹
- 小山鉄郎（論説委員兼務）
- 渡部道雄（論説委員兼務）
- 西川孝純（特別編集委員）

#### 元職
- 春名幹男 2004 - 2007年（特別編集委員、論説委員兼務、現：早稲田大学政治学研究科ジャーナリズムコース客員教授）
- 杉田弘毅（編集委員室長、現：論説委員長）
- 平井久志（論説委員兼務、現：立命館大学客員教授）
- 柿崎明二 2011 - 2018年（論説委員兼務副委員長、現：内閣総理大臣補佐官（政策評価、検証担当）

### 東京・中日新聞

#### 現職
- 五味洋治（東京本社 編集委員兼論説委員）
- 小島一彦（本社 編集委員）
- 白井康彦（本社生活部 編集委員）
- 城内康伸（東京本社　外報部編集委員）
- 常盤伸（東京本社　編集委員）

### 北海道新聞

#### 現職
- 本田良一
- 林真樹

### 中国新聞

#### 現職
- 田城明（客員特別編集委員）

### 新潟日報

#### 現職
- 森沢真理
- 津田大介（特別編集委員）
- 一戸信哉（ソーシャル編集委員、敬和学園大学人文学部国際文化学科 准教授）

#### 元職
- 篠田昭（現：新潟市長）

### 沖縄タイムス

#### 現職
- 阿部岳

#### 元職
- 屋良朝博（元・論説委員、現・国民民主党衆議院議員）
- 謝花直美

### 日刊工業新聞

#### 現職
- 山本佳世子

#### 元職
- 天野伸一

### フジテレビ

#### 現職
- 岡野俊輔（政治部）
- 橋本寿史（社会部）※皇室担当
- 風間晋（解説委員兼務、外信部、元外務官僚）
- 青木良樹（FNN推進部）

#### 元職
- 反町理（現：解説委員長、元政治部長、プライムニュース編集長）

### 夕刊フジ

#### 現職
- 江尻良文
- 高塚広司
- 久保武司

### 週刊金曜日

#### 現職
- 本多勝一
- 佐高信
- 落合恵子
- 田中優子
- 雨宮処凛
- 中島岳志
- 石坂啓
- 宇都宮健児

#### 元職
- 久野収
- 石牟礼道子
- 井上ひさし
- 筑紫哲也
- 椎名誠
- 辛淑玉